# Microstylum nigribarbatum
Microstylum nigribarbatum là một loài ruồi trong họ Asilidae. Microstylum nigribarbatum được Bigot miêu tả năm 1879. Loài này phân bố ở vùng nhiệt đới châu Phi.